# Crazy Noisy Bizarre Town
«Crazy Noisy Bizarre Town» es el sencillo debut de la banda japonesa THE DU. La canción fue escrita por Saori Kodama y compuesta por Kazusou Oda para la serie de anime JoJo's Bizarre Adventure, siendo utilizada como el primer tema de apertura de la adaptación de Diamond Is Unbreakable.

## Antecedentes
El tema de apertura, «Crazy Noisy Bizarre Town» es interpretado por la banda japonesa THE DU, conformada por Jun Shirota, Jeity y Taisuke Wada. La portada del sencillo muestra a Josuke Higashikata, el personaje principal de Diamond Is Unbreakable, junto con sus amigos, Okuyasu Nijimura y Koichi Hirose.
El sencillo fue publicado el 27 de abril de 2016 a través de Warner Home Video. Más tarde, la banda interpretó la canción durante el Animelo Summer Live 2016 ~TOKI~ en el Saitama Super Arena.

## Recepción de la crítica
«Crazy Noisy Bizarre Town» tuvo un éxito moderado en las listas, alcanzando el puesto #18 en el Oricon Weekly Album Charts durante 9 semanas. En el Billboard Japan Hot 100, la canción debutó en el número #16. La canción también se posicionó en el puesto #5 en el Japan Hot Animation Charts y el puesto #18 en el Hot Singles Sales Charts.

## Lista de canciones
Todas las letras escritas por Saori Kodama, toda la música compuesta por Kazusou Oda. 
| N.º | Título                                                       | Duración |  |
| 1.  | «Crazy Noisy Bizarre Town»                                   | 3:06     |  |
| 2.  | «Crazy Noisy Bizarre Town ~EDM ARRANGE VER.~»                | 3:07     |  |
| 3.  | «Crazy Noisy Bizarre Town» (INSTRUMENTAL)                    | 3:06     |  |
| 4.  | «Crazy Noisy Bizarre Town ~EDM ARRANGE VER.~» (INSTRUMENTAL) | 3:05     |  |